# Formosia complicita
Formosia complicita là một loài ruồi trong họ Tachinidae.